# النمير (النادرة)

تعديل مصدري - تعديل

النمير محلة تابعة لقرية حفاف، التابعة لعزلة المفتاح الاعلى بمديرية النادرة إحدى مديريات محافظة إب في الجمهورية اليمنية، بلغ تعداد سكانها 80 حسب تعداد اليمن لعام 2004.